# Jararhagin
Jararhagin (EC 3.4.24.73, HF2-proteinaza, JF1) je enzim. Ovaj enzim katalizuje sledeću hemijsku reakciju
Hidroliza -- i -- veza u insulinskom B lancu
Ova hemoragička endopeptidaza je prisutna u venumu zmije Bothrops jararaca.

## Spoljašnje veze
- Jararhagin на 